# جووانی کناپ
جووانی کناپ (ایتالیایی: Giovanni Knapp؛ (زادهٔ ۲۸ ژوئیهٔ ۱۹۴۳ – درگذشتهٔ ۲۱ فوریهٔ ۲۰۲۱) دوچرخه‌سوار اهل ایتالیا بود. وی در مسابقات جیرو دیتالیا شرکت کرده بود.